# Воскресенское (Марий Эл)
Воскресенское (мар. Воскресенский) — деревня в Советском районе Республики Марий Эл Российской Федерации. Входит в состав Кужмаринского сельского поселения.

## География
Находится в центральной части республики Марий Эл на расстоянии приблизительно 17 км по прямой на северо-запад от районного центра посёлка Советский.

## История
Основана в 1923 году переселенцами из деревни Кельмаксола. К 1949 году здесь насчитывалось 25 дворов. К 2003 году в деревне осталось 4 дома. В советское время работали колхозы «Шырка» и имени Шверника.

## Население
Население составляло 15 человека (мари 100 %) в 2002 году, 8 в 2010.